# Pimpinella
Genre
Pimpinella (les boucages ou pimpinelles) est un genre de plantes à fleurs de la famille des Apiaceae. Il regroupe des plantes herbacées.

## Étymologie
Le nom scientifique de Pimpinella fait probablement référence aux propriétés de sa racine et de ses graines. Les racines au goût poivré (saveur âcre et aromatique), les semences aromatiques et excitantes utilisées dans les troubles digestifs autorisent à rattacher Pimpinella à piper, « poivre ». Le nom vernaculaire de « boucage » fait référence à l'odeur forte dégagée par certaines de ces plantes, qui rappellent celle du bouc.

## Principales espèces

### Flore de France
- Pimpinella anisum L. - anis vert
- Pimpinella lutea Desf. - boucage jaune
- Pimpinella major (L.) Huds. - grand boucage
- Pimpinella peregrina L. - boucage voyageur
- Pimpinella saxifraga L. - petit boucage ou boucage saxifrage
- Pimpinella siifolia Leresche - boucage à feuilles de berle
- Pimpinella tragium Vill. - boucage tragium

### Autres espèces
- Pimpinella ledermannii (Afrique)